# Jorge Fernández Díaz contra el mal
Jorge Fernández Díaz contra el mal és una pel·lícula documental de 2021, dirigida per Iu Forn i escrita per Jaume Grau, produïda per Televisió de Catalunya i DLO Magnolia, amb la col·laboració de Frame Audiovisual. El documental es va estrenar el 4 de maig de 2021 al programa Sense ficció de TV3.

## Argument
L'obra gira entorn a la figura de Jorge Fernández Díaz, polític del Partit Popular espanyol i membre de l'Opus Dei, que va exercir de ministre de l'Interior d'Espanya durant el govern de Mariano Rajoy (2011-2016). Al documental s'exposen les males pràctiques realitzades durant el seu mandat ministerial, entre d'altres, l'escàndol de corrupció conegut com a cas Kitchen o les converses amb el jutge Daniel de Alfonso. També s'exposa el funcionament de la polícia patriòtica al seu servei i el paper del comissari José Manuel Villarejo a l'entramat de les clavegueres de l'Estat per combatre a ultrança per la unitat d'Espanya.

## Repartiment
Els principals participants en el documental són:
- Manuel Milián Mestre, polític, periodista i escriptor
- Montserrat Nebrera, política i professora universitària
- Carlos Enrique Bayo, periodista de Público
- Sara González, periodista de Nació Digital
- Daniel Arasa, periodista i membre de l'Opus Dei
- Eduardo Inda, director d'Okdiario
- Christelle Dauvergne, jurista i lingüista
- Xavier Trias i Vidal de Llobatera, polític, alcalde de Barcelona
- Josep Pujol i Ferrusola, fill de Jordi Pujol i Soley